# صالح بن محمد خفير الشهري
صالح بن محمد خفير بن مفرح الشهري مسؤول دولة وعميد طيار سابق تولى العديد من المناصب العسكرية والمدنية خلال مشواره المهني في خدمة الدولة، ونائب الرئيس العام السابق في الهيئة العامة للأرصاد وحماية البيئة.

## نشأته
ولد صالح الشهري في 06/11/1374 هـ بمدينة الطائف في المملكة العربية السعودية ويرجع لقرية آل قحطان التي يعود نسبها لقبيلة آل ليلح من بني شهر وهو متزوج وله (5) أبناء و(4) بنات.

## سيرته الذاتية
- 29 سنة بالقوات الجوية، والرئاسة العامة للأرصاد وحماية البيئة (تحولت إلى هيئة عامة لاحقا).
- الخدمة الإضافية كطيار:	12 سنة.

## المؤهلات العلمية
- شهادة الماجستير في العلوم العسكرية من كلية القيادة والأركان بالرياض لمدة سنة من 16/01/1412 هـ إلى 30/11/1412 هـ
- شهادة بكالوريوس العلوم العسكرية من كلية الملك فيصل الجوية (طيار) عام 25/07/1396 هـ
- دبلوم في الحاسب الآلي

## الدورات العسكرية
- من داخل المملكة :

1. دورة ف 5 تأسيسية ومتقدمة في قاعدة الملك عبد العزيز الجوية لمدة سنة من 19/04/1977 م إلى 23/04/1978 م.
2. دورة استطلاع في قاعدة الملك فهد الجوية لمدة شهرين من 18/10/1978 م إلى 18/12/1978 م.
3. دورة البقاء على الحياة في قاعدة الملك عبد العزيز لمدة ثلاثة أسابيع من 25/12/1399 هـ إلى 12/01/1400 هـ.
4. دورة لغة إنجليزية تأسيسية مكثفة بقاعدة الملك خالد الجوية لمدة ثلاثة أشهر من 2/2/1402 هـ إلى 11/05/1402 هـ.
5. دورة في اللغة الإنجليزية متقدمة في قاعدة الملك خالد الجوية لمدة شهرين من 05/01/1408 هـ إلى 02/03/1408 هـ.
6. دورة تداول المعاملات الرسمية بالغة الإنجليزية 23/07/1405 إلى 06/09/1405 هـ.
7. دورة غوص تأسيسية في قاعدة الملك خالد الجوية لمدة خمسة عشر يوماً من 4/7/1406 هـ إلى 22/07/1406 هـ.
8. دورة غوص متقدمة بقاعدة الملك خالد لمدة أسبوعين من 19/11/1406 هـ إلى 05/12/1406 هـ وعضو أول فريق غوص في القوات الجوية بالاشتراك مع أعضاء الفريق في عدد من التمارين العمليات الحربية بالقوات المسلحة بغوص البحر الأحمر.
9. دورات تأسيسية متفرقة في مجال الحاسب الآلي.

## من خارج المملكة
1. دورة قادة أسراب في الولايات المتحدة الأمريكية لمدة ستة عشر أسبوع 12/04/1403 هـ إلى 12/08/1403 هـ.
2. دورة إدارة عامة في المملكة المتحدة لمدة ثلاثة عشرة أسبوع من 17/12/1405 هـ إلى 18/03/1406 هـ .
3. دورة اختيار ضباط في المملكة المتحدة بريطانيا من 16/02/1406 إلى 10/03/1406 هـ

## رابعا: الخبرات العملية
1. طيار بالسرب السابع بقاعدة الملك عبد العزيز الجوية من 23/11/1396 هـ إلى 15/05/1398 هـ.
2. ضابط الإسكان بقاعدة الملك عبدا لعزيز الجوية من 15/01/1398 هـ إلى 15/05/1398 هـ.
3. طيار بالسرب الثالث بقاعدة الملك فهد الجوية من 15/05/1398 هـ إلى 01/12/1398 هـ.
4. طيار بالسرب الخامس عشر مساعد مدير العمليات بالسرب ورئيس التقييم ورئيس قسم الاستطلاع الجوي وضابط الإدارة بقاعدة الملك خالد من 01/12/1398 هـ إلى 01/08/1402 هـ.
5. مدير مكتب قائد قاعدة الملك خالد الجوية، والمشرف على العلاقات العامة للفترة من 01/08/1402 هـ إلى 01/11/1408 هـ.
6. مدير مكتب رئيس هيئة عمليات القوات الجوية والمشرف على العلاقات العامة للفترة من 01/11/1408 هـ إلى 01/06/1417 هـ.
7. مدير مكتب نائب قائد القوات الجوية والمشرف على المراسم والعلاقات العامة للفترة من 01/06/1417 هـ إلى 08/06/1421 هـ.
8. مدير عام مكتب صاحب السمو الملكي المستشار الخاص لسمو النائب الثاني لرئيس مجلس الوزراء وزير الدفاع والطيران والمفتش العام والمشرف على المراسم والعلاقات العامة للفترة من 08/06/1421 هـ إلى 19/08/1422 هـ.
9. مدير عام مكتب صاحب السمو الملكي الرئيس العام للأرصاد وحماية البيئة والمشرف على المراسم والعلاقات العامة للفترة من 19/08/1422 هـ حتى 7/3/1428 هـ.
10. مدير عام المركز الوطني للأرصاد وحماية البيئة بالأمر السامي رقم 86 في 7/3/1428 هـ.
11. الرئيس التنفيذي للبرنامج الوطني للاستمطار إلى جانب عمله من 17/9/1428 هـ حتى تاريخه بالقرار رقم 8/1/6953 في 17/9/1428 هـ.
12. مساعد الرئيس العام للأرصاد (المكلف) بموجب القرار الإداري رقم 6634 في 16/08/1429 هـ

## الأنواط العسكرية
1. نوط الإتقــان.
2. نوط الخدمة العسكرية.
3. نوط المـعـركة.
4. نوط التحـرير.
5. نوط الأمــن.
6. نوط تحـرير الكويت.
7. نوط الحرم المكي الشريف.
8. نوط المـئوية.
9. نوط الإبداع الأمريكي.
10. نوط صقر الطيران من الدرجة الثانية.
11. نوط درع الجــزيرة.
12. نوط الإدارة العسكرية.

## العضويات
1. رئيس اللجنة المشتركة مع وزارة المالية لتعويضات حرب الخليج.
2. عضو اللجنة الوطنية لآلية التنمية النظيفة.
3. عضو مجلس التجارة في الخدمات.
4. عضو اللجنة الوطنية للتربية والثقافة والعلوم.
5. عضو جمعية التوحد السعودية.
6. عضو جمعية البيئة السعودية.
7. عضو الوفد الدائم للمملكة لدى منظمة التجارة العالمية.
8. عضو لجنة التعويضات.
9. عضو اللجنة الوطنية السعودية للتربية والثقافة والعلوم.
10. عضو اللجنة الوطنية للآلية التنمية النظيفة

## المشاركات الصحفية
1. كاتب مقالات بمجلة الصقور الصادرة عن القوات الجوية الملكية السعودية.
2. كاتب مقالات بمجلة الدفاع الصادرة عن القوات المسلحة الملكية السعودية.
3. كاتب مقالات وعضو الهيئة الاستشارية لمجلة البيئة والتنمية الصادرة عن الرئاسة العامة للأرصاد وحماية البيئة (الهيئة العامة للأرصاد وحماية البيئة حاليا).
4. كاتب مقالات لدى نشرة الأرض الشهرية الصادرة عن الشركة السعودية الخليجية لحماية البيئة.